# Baan (dynamica)
In de studie van dynamische systemen is een baan een verzameling punten die verband houden met de evolutiefunctie van het dynamische systeem. Het kan worden begrepen als het deel van de faseruimte dat wordt bestreken door het traject van het dynamische systeem onder een specifieke reeks initiële omstandigheden, terwijl het systeem evolueert. 
Aangezien een faseruimtetraject uniek bepaald wordt voor elke gegeven verzameling faseruimtecoördinaten, is het niet mogelijk dat verschillende banen elkaar kruisen in de faseruimte. Daarom is de verzameling van alle banen van een dynamisch systeem een partitie van de faseruimte. Het begrijpen van de eigenschappen van banen door gebruik te maken van topologische methoden is een van de doelstellingen van de moderne theorie van dynamische systemen.
Voor dynamische systemen met discrete tijd zijn banen rijen; voor reële dynamische systemen zijn de banen krommen; voor holomorfe dynamische systemen zijn de banen Riemann-oppervlakken.

## Definitie

Diagram dat de periodieke baan van een massaveersysteem in eenvoudige harmonische beweging toont. (Hier zijn de snelheids- en positie-assen omgekeerd ten opzichte van de standaardconventie om de twee diagrammen uit te lijnen)

Gegeven een dynamisch systeem (T, M, Φ) met T een groep, M een verzameling en Φ de evolutiefunctie
{\displaystyle \Phi :U\to M} waar {\displaystyle U\subset T\times M} met {\displaystyle \Phi (0,x)=x}
Definiëren we
{\displaystyle I(x):=\{t\in T:(t,x)\in U\},}
dan wordt de verzameling
{\displaystyle \gamma _{x}:=\{\Phi (t,x):t\in I(x)\}\subset M}
een baan door x genoemd. Een baan die uit één enkel punt bestaat, wordt een constante baan genoemd. Een niet-constante baan wordt gesloten of periodiek genoemd als er een bestaat {\displaystyle t\neq 0} in {\displaystyle I(x)} zodat
{\displaystyle \Phi (t,x)=x} .

## Stabiliteit van banen
Een basisclassificatie van banen is
- constante banen of vaste punten
- periodieke banen
- niet-constante en niet-periodieke banen

Een baan kan op twee manieren niet gesloten zijn. Het kan een asymptotisch periodieke baan zijn als het convergeert naar een periodieke baan. Dergelijke banen zijn niet gesloten omdat ze zich nooit echt herhalen, maar ze komen willekeurig dicht bij een zich herhalende baan. Een baan kan ook chaotisch zijn. Deze banen komen willekeurig dicht bij het beginpunt, maar convergeren nooit naar een periodieke baan. Ze vertonen een gevoelige afhankelijkheid van de beginvoorwaarden. Dat betekent dat kleine verschillen in de beginwaarde grote verschillen veroorzaken in toekomstige punten van de baan.
Er zijn andere eigenschappen van banen die verschillende classificaties mogelijk maken. Een baan is hyperbolisch als nabijgelegen punten de baan exponentieel snel naderen of ervan afwijken.